# Староселье (Калинковичский район)
Староселье (бел. Стараселле) — деревня в Савичском сельсовете Калинковичского района Гомельской области Беларуси.

## География

### Расположение
В 47 км на северо-запад от районного центра и железнодорожной станции Калинковичи (на линии Гомель — Лунинец),168 км от Гомеля.

### Гидрография
На севере и западе мелиоративные каналы.

## Транспортная сеть
Транспортные связи по просёлочной, затем автомобильной дороге Калинковичи — Бобруйск. Планировка состоит из прямолинейной улицы, близкой к широтной ориентации и застроенной двусторонне деревянными крестьянскими усадьбами.

## История
По письменным источникам известна с начала XIX века как деревня в Крюковичской волости Речицкого уезда Минской губернии. Когда-то входила в староство Якимовичское, которым долгое время владели Еленские. В 1816 году шляхетская собственность. В 1859 году обозначена как деревня со 104 прихожанами Перетрудовичского прихода Троицкой церкви. В 1879 году обозначена как селение в Колковском церковном приходе. В 1880-х имела 16 дворов, в околицах было много лугов. В 1930 году организован колхоз, действовала начальная школа (в 1935 году 46 учеников). Во время Великой Отечественной войны 11 жителей погибли на фронте. Согласно переписи 1959 года в составе совхоза «Тремлянский» (центр — деревня Савичи).

## Население

### Численность
- 2004 год — 11 хозяйств, 18 жителей.

### Динамика
- 1816 год — 4 двора.
- 1850 год — 100 жителей.
- 1897 год — 16 дворов, 182 жителя (согласно переписи).
- 1908 год — 37 дворов, 248 жителей.
- 1925 год — 65 дворов.
- 1959 год — 123 жителя (согласно переписи).
- 2004 год — 11 хозяйств, 18 жителей.

## Достопримечательность
- Ротный район «Староселье» Мозырского укрепрайона № 65.